# Tempio Valdese (Torino)
Il tempio Valdese di Torino è un luogo di culto valdese della città di Torino sito in corso Vittorio Emanuele II, 23.

## Storia
Fino al 1848 i valdesi non avevano diritto di risiedere a Torino o celebrarvi il culto. I pochi presenti in città seguivano le funzioni presso la cappella dell'ambasciata di Prussia. L'ambasciatore prussiano Friedrich Truchsess zu Waldburg, giunto a Torino nel 1816, ottenne nel 1825 il permesso di costruire la Cappella delle Legazioni (ambasciate) protestanti prussiana e inglese. Prima in via dell’Ospedale, dal 1848 fu spostata a Palazzo Bellora (tra via Carlo Alberto e corso Vittorio Emanuele II). La cappella era ad uso esclusivo del personale diplomatico, degli stranieri e dei valdesi in città ed erano esclusi i cattolici. I ministri delle ambasciate chiesero alla Tavola valdese l’invio di un cappellano: furono mandati Jean Pierre Bonjour (dal 1827 al 1832) e poi Amedeo Bert (dal 1832 al 1849).
Nel 1849 la congregazione evangelica di Torino è ufficialmente aggregata alla Chiesa delle Valli. La mutata situazione giuridica realizzata dalle lettere patenti e la decisa iniziativa del colonnello inglese Charles John Beckwith, sostenuto dal banchiere Giuseppe Malan nell'acquisto del terreno, rese possibile la costruzione dell'attuale edificio tra il 1851 ed il 1853, su progetto di Luigi Formento. Il tempio fu inaugurato nel dicembre 1853 alla presenza degli ambasciatori di Prussia, Inghilterra, Paesi Bassi e Svizzera. Nell'Ottocento il culto era lingua italiana e francese, e vi era un asilo e scuola Valdese, ed una cappella Anglicana.
Il 22 giugno 2015 papa Francesco compì una visita pastorale al Tempio Valdese, prima volta per un pontefice nella storia.

## Descrizione

### Arte e architettura

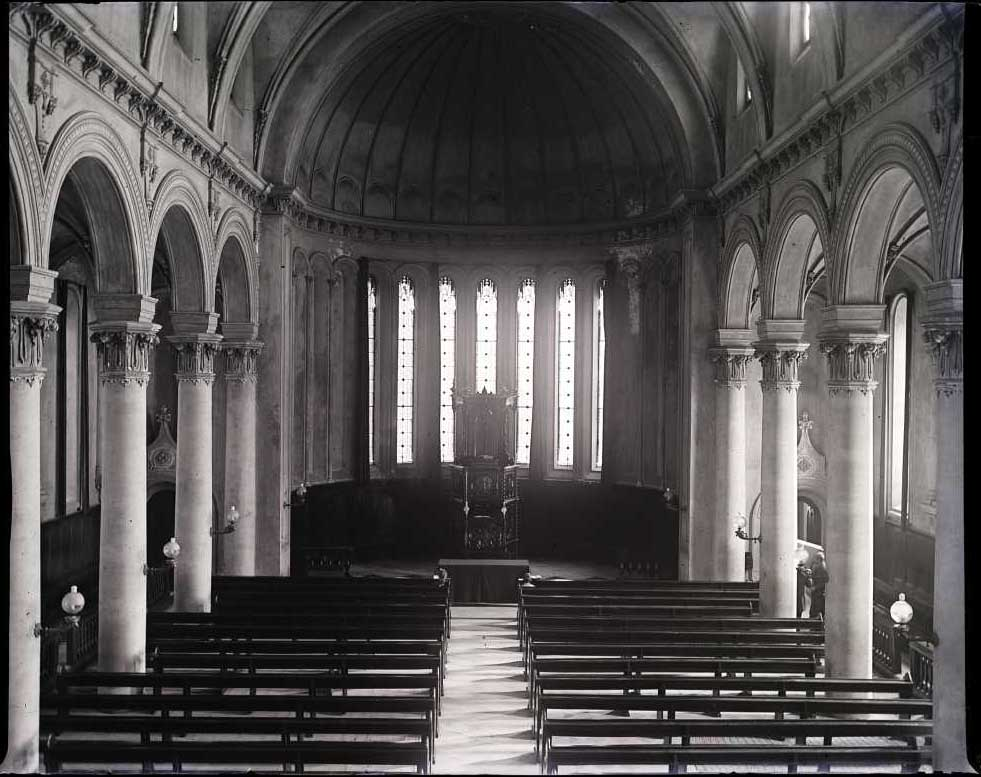
Interno del tempio in una fotografia del 1889

Il tempio Valdese di Torino si presenta in uno stile eclettico, con un'ossatura di torri e guglie di stile neogotico, il portale e le finestre in stile neoromanico, e con influssi neorinascimentali particolarmente nell'interno.
La facciata è divisa in due fasce sovrapposte da un cornicione scolpito a bassorilievo ed è affiancata da due esili campanili a pianta ottagonale, ciascuno terminante con una cuspide. Nella fascia inferiore della facciata, si trova il portale strombato con lunetta a tutto sesto recante l'iscrizione:
(Atti degli Apostoli 16, 31)
Nella fascia superiore, invece, vi è una polifora composta da sette monofore intervallate da semicolonne con capitelli scolpiti e sormontata da un rosone circolare.
L'interno del tempio è suddiviso in tre navate da due file di archi a tutto sesto poggianti su colonne corinzie. Sia la navata centrale che quelle laterali sono coperte con volta a crociera ed illuminate da monofore a tutto sesto. La navata maggiore termina con l'abside semicircolare, al centro della quale si trova il pregevole pulpito ligneo neogotico.

### Organo a canne
Sotto l'ultima arcata tra la navata centrale e quella laterale di sinistra, si trova l'organo a canne Pinchi opus 412, costruito nel 1996.
Lo strumento, ispirato agli organi barocchi tedeschi, è a trasmissione integralmente meccanica ed ha due tastiere di 54 note ciascuna e pedaliera dritta di 30 note.
L'organo ha temperamento non equabile (Werckmeister III) con La a 415 Hz, ma tre registri hanno temperamento equabile con La a 440 Hz e in pratica costituiscono un nucleo a sé stante che viene utilizzato per suonare con strumenti moderni, per esempio quando si accompagna il canto con organo e chitarra.